# Гладкие мышцы

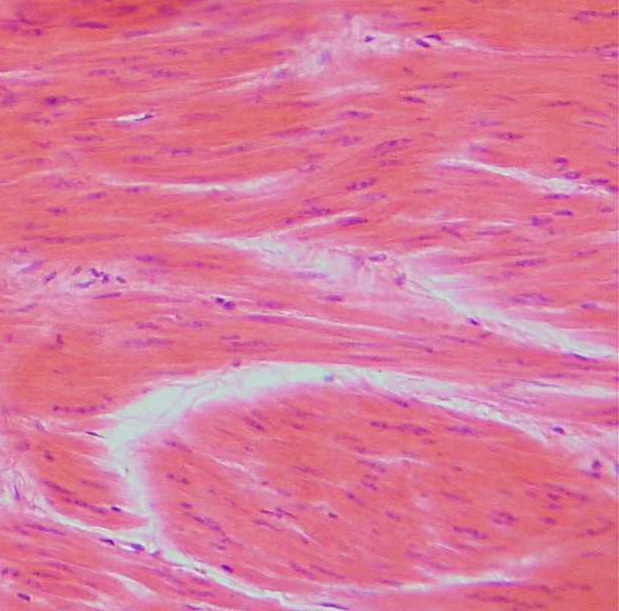
Гладко-мышечная ткань, гематоксилин-эозин.

Гла́дкие мы́шцы — сократимая ткань, в отличие от поперечнополосатых мышц не имеющая поперечной исчерченности.
Отличием гладкомышечных актин-миозиновых волокон является то, что они имеют актин в значительно больших пропорциях.

## Гладкие мышцы у беспозвоночных и позвоночных
У некоторых беспозвоночных гладкие мышцы образуют всю мускулатуру тела. У позвоночных они входят в состав оболочек внутренних органов: кишечника, кровеносных сосудов, дыхательных путей, выделительных и половых органов, а также многих желёз. Клетки гладких мышц у беспозвоночных разнообразны по форме и строению; у позвоночных в большинстве случаев веретенообразные, сильно вытянутые, с палочковидным ядром, длиной 50—250 мкм, в матке беременных животных — до 500 мкм; окружены волокнами соединительной ткани, образующими плотный футляр.

## Типы гладких мышц
Гладкие мышцы делятся на унитарные и мультиунитарные. Мультиунитарные состоят из отдельных клеток, отделённых друг от друга веществом, которое напоминает базальную мембрану. Каждая мультиунитарная гладкая мышца иннервируется отдельно, но из-за мелких его размеров потенциал действия не возникает, поэтому считается, что возможен только локальная деполяризация.
Унитарные гладкие мышцы ещё называются висцеральными. Они состоят из множества гладких миоцитов, которые не отделены друг от друга и сокращаются как одно целое благодаря наличию в сарколемме большого количества точек соприкосновения. Благодаря этим контактам развивающийся потенциал действия распространяется по мышечному волокну, передаваясь на соседние клетки. Поэтому миоциты в унитарных гладких мышцах сокращаются одновременно.

## Миоциты

### Морфология
Мышечные клетки называются миоцитами. Гладкие миоциты — веретенообразные вытянутые клетки, содержащие одно палочковидное ядро, расположенное в центре. Каждый миоцит окружён базальной мембраной.

### Сократимый материал
Сократимый материал — протофибриллы — обычно располагается в саркоплазме изолированно; только у некоторых животных они собраны в пучки — миофибриллы. В гладких мышцах найдены все три вида сократимого белка — актин, миозин. Преимущественно встречаются протофибриллы одного типа (диаметром около 100 мкм). Толстые миофиламенты состоят из миозина, тонкие — из актина и регуляторных белков, к которым относятся тропомиозин, кальдесмон, кальпонин и лейкотонин А и С. Тропонина в тонких миофиламентах гладких миоцитов нет, с кальцием связывается лейкотонин С.
На мембрану гладкой мышечной клетки прикреплены сгустки цитоплазмы - плотные тельца. Они выполняют роль, аналогичную телофрагме (z-линии): сеть опоясывающих клетку актин-миозиновых волокон крепятся на плотные тельца и, приближая их друг к другу при сокращении, сжимают гладкомышечную клетку. 

### Клеточные органоиды
Клеточных органоидов (митохондрии, комплекс Гольджи, элементы эндоплазматического ретикулума) в гладких мышцах меньше, чем в поперечнополосатой мускулатуре. Они располагаются преимущественно на полюсах ядра в цитоплазме, лишённой сократимых элементов. Клеточная мембрана часто образует карманы в виде пиноцитозных пузырьков, что указывает на резорбцию и всасывание веществ поверхностью клетки.

## Различия гладких мышц
Установлено, что гладкие мышцы — группа различных по происхождению тканей, объединяемых единым функциональным признаком — способностью к сокращению. Так, у беспозвоночных гладкие мышцы развиваются из мезодермальных листков и целомического эпителия. У позвоночных гладкие мышцы слюнных, потовых и молочных желёз происходят из эктодермы, гладкие мышцы внутренних органов — из мезенхимы и т. д. Соседние клетки гладких мышц контактируют друг с другом отростками так, что мембраны двух клеток соприкасаются. В мышцах кишечника мышцы зоны контакта занимают 5 % поверхности клеточной мембраны. Здесь, вероятно, происходит передача возбуждения от одной клетки к другой (см. Синапсы). 

## Сокращение гладких мышц

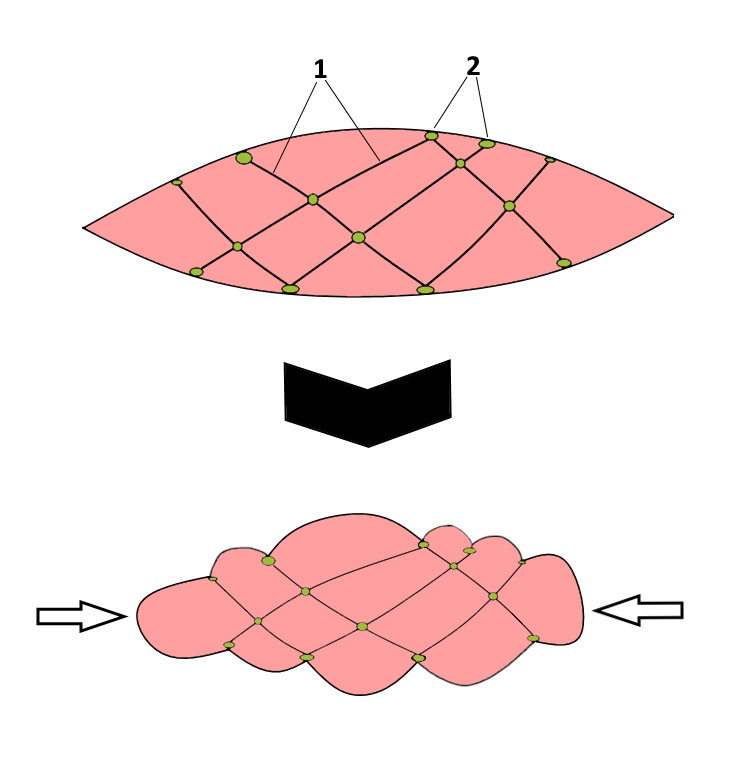
1.Актин-миозиновые волокна; 2.Плотные тельца.

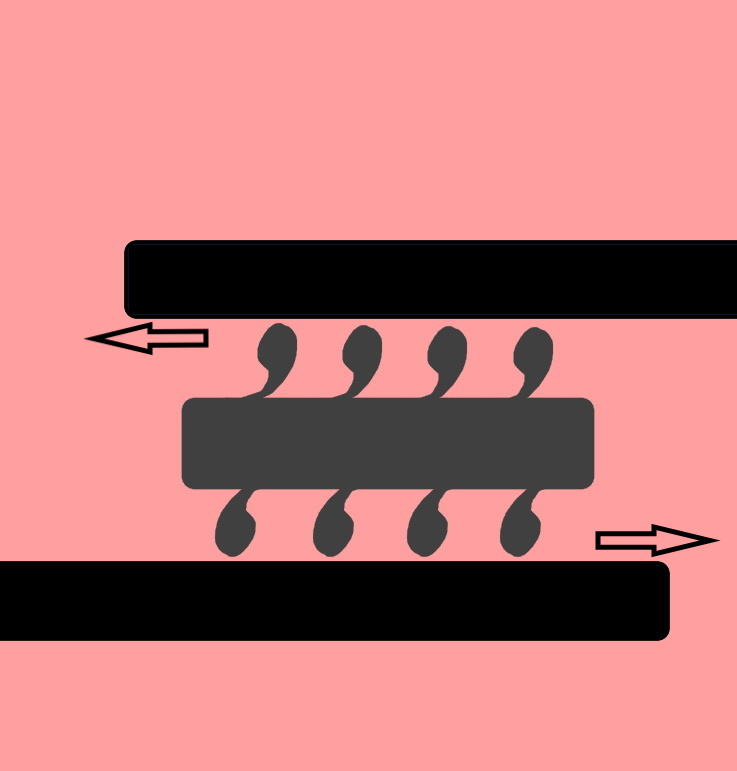
Миозиновые головки гладких мышц толкают актиновые волокна в разные стороны.

В отличие от поперечнополосатых мышц, для гладких мышц характерно медленное сокращение, способность долго находиться в состоянии сокращения, затрачивая сравнительно мало энергии и не подвергаясь утомлению. Двигательная иннервация гладких мышц осуществляется отростками клеток вегетативной нервной системы, чувствительная — отростками клеток спинальных ганглиев. Не каждая клетка гладких мышц имеет специализированное нервное окончание.
В гладкой мускулатуре саркоплазматический ретикулум развит хуже, чем в поперечно-полосатой - поэтому большинство ионов Ca2+ проникают в клетку через потенциал-зависимые ионные каналы, открывающиеся после прохождения по миоциту электронного импульса. 
После вступления атом Ca2+ связывается с кальмодулином, белком-переносчиком. Создавшийся комплекс активирует в клетке фермент киназу, который отщепляет от молекулы АТФ на миозиновой головке одну фосфатную группу - это приводит к прикреплению головки к актину. После отщепления АДФ, миозиновая головка меняет угол наклона  - этим она тянет за собой актиновое волокно, провоцируя сокращение мышцы. 
Одно из отличий в сокращении гладких и поперечно-полосатых мышц заключается в том, что в случае                                гладко-мышечной ткани миозиновые головки одного участка толкают два актиновых волокна в противоположные стороны. 